# Tibiaster
Tibiaster is een geslacht van spinnen uit de familie hangmatspinnen (Linyphiidae).

## Soorten
De volgende soorten zijn bij het geslacht ingedeeld:
- Tibiaster djanybekensis Tanasevitch, 1987
- Tibiaster wunderlichi Eskov, 1995